# Дворец водных видов спорта (Казань)
Дворец водных видов спорта — крупное крытое спортивное сооружение в Казани.
Один из крупнейших в России. Дворец предназначен для проведения тренировок, и так же соревнований по водным видам спорта, однако может использоваться и как универсальный дворец спорта. Является соревновательной ареной Чемпионата мира по водным видам спорта 2015 и одним из важнейших объектов летней Универсиады 2013 года по водным видам спорта: плавание, прыжки в воду, синхронное плавание.
Расположен в центре города, по адресу Сибгата Хакима, 70, в юго-восточной части Ново-Савиновского района, на берегу реки Казанка, в конце улицы Чистопольской, недалеко от двух других важнейших объектов Универсиады — «Казань-Арены» и Дворца единоборств «Ак Барс». При дворце предусмотрена детско-юношеская спортивная школа по профильным видам спорта.

## Проектирование и строительство
Спроектирован архитектурной мастерской SPEECH (стадия П) Кузнецов С. О., Чобан С. Э., выигравшей конкурс на проектирование совместно с Arup и ПСО «Казань». Стадия РД выполнена ЗАО «Казанский Гипронииавиапром» (г. Казань), ген.директор Тихомиров Б. Д., мастерская Уткузовой Г. Ф. Основным выразительным элементом здания является уникальное покрытие, конструктивное решение которого разрабатывалось совместно специалистами бюро Ove Arup и ЦНИИСК им. В. А. Кучеренко. В качестве несущих элементов используются 3-х шарнирные деревоклееные арки из парных изогнутых ригелей, образующих структуру из равнобедренных треугольников. Выбор деревоклееных конструкций для покрытия бассейна не случаен. Специально обработанная древесина прекрасно работает в условиях повышенной влажности, кроме того, этот материал придает интерьеру особый шарм и выразительность. Ещё одной особенностью объекта является
подъемное дно, произведенное компанией Variopool и установленное в прыжковом и соревновательном бассейнах. Благодаря подъемному дну глубину бассейна можно менять в любой момент в зависимости от проводимых мероприятий (обучение детей, водное поло, аквасайклинг и пр.). Также на соревновательном бассейне установлена перегородка, которая позволяет разделять бассейн на 2 части по 25 метров.
На вертикальных и наклонных фасадах Дворца водных видов спорта активно используются светопрозрачные конструкции по системе Schüco (спецрешения на базе FW50+ и USC 65 HI). Витражами заполнены треугольники А-образные и V-образные, вместе они образуют единое «чешуйчатое» покрытие со стороны реки Казанки, торцы здания и 5-этажные вертикальные проемы на главном фасаде. Кроме стекла, на фасадах применяются панели из нержавеющей стали, обработанной методом шлифования, благодаря которому на фасаде появляется геометрический рисунок из чередующихся матовых и глянцевых полос. Работы по изготовлению и монтажу светопрозрачных конструкций и панелей из нержавеющей стали производила фирма ООО «Эстель» (Республика Татарстан). Все гидроизоляционные и отделочные работы в трех чашах выполнены по баварской технологии с помощью материалов PCI немецкого концерна BASF. Применение скоростных решений от концерна BASF позволило сдать этот важный объект в срок. Строительство началось в ноябре 2009 года и завершилось весной 2013 года.

## Характеристики
- Вместимость: 4 200 зрителей.
- Две чаши бассейнов по 50х25 метров (для плавания и водного поло) и одна 33.3х25 метров (для турниров по прыжкам в воду и синхронному плаванию).